# Signori di Enos
La città tracia di Enos fu dal 1376 al 1456 una colonia genovese. I signori di Enos appartenevano alla famiglia patrizia dei Gattilusio. Con l'occupazione di Enos e delle isole collegate di Samotracia e Imbros da parte del sultano ottomano Maometto II nel 1456 ebbe termine la signoria dei Gattilusio su Enos.
1. Niccolò Gattilusio (1376 - 1409)
2. Palamede Gattilusio (1409 - 1455)
3. Dorino II Gattilusio (1455 - 1456)